# Toyoichi Igarashi
Toyoichi Igarashi est un joueur de shogi japonais né le 27 septembre 1924 à Sapporo et mort le 30 août 2008 à Tokyo.
Il fut battu en demi-finale du tournoi des candidats du Meijin (shogi) (le premier tournoi majeur de shogi et le plus ancien) en 1948-1949 après avoir battu Yasuharu Oyama.

## Biographie et carrière
Toyoichi Igarashi est né en septembre 1924 à Sapporo.
Igarashi fut l'élève de Kinjiro Sekine et devint joueur professionnel (avec un grade de 4e dan) en 1947.
En 1948-1949, Igarashi fut premier des joueurs de la classe B en 1948-1949, ce qui le qualifiait pour le tournoi des candidats au titre de Meijin. Lors du premier tour du tournoi des candidats, il battit le vainqueur de la classe A, Yasuharu Oyama. Lors du deuxième tour, il perdit en demi-finale contre Tatsuo Matsuda, le deuxième de la classe A. 
Toyoichi Igarashi participa à la ligue A de sélection du challenger le titre de Meijin pendant 8 années de 1949 (classé 8e dan) à 1964-1965. Il fut classé troisième  de la ligue A à l'issue du tournoi de classement de la saison 1955-1956 (6-3) et quatrième en 1956-1957 (5-4).
Classé 9e dan à partir de 1984, il prit sa retraite en 1988.
Il est mort en 2008.